# 162
162 (CLXII) var ett normalår som började en torsdag i den julianska kalendern.

## Händelser

### Okänt datum
- Lucius Verus påbörjar ett krig mot parterna, på grund av att Vologases III har invaderat Syrien och Armenien.
- Arrianus publicerar Indica, ett verk om Indien och dess folk.

## Födda
- Guan Yu, kinesisk general (troligen i grevskapet Xie (nuvarande Yuncheng i Shanxi))